# Comic Book Resources
Comic Book Resources, també conegut per l'acrònim CBR, és un lloc web canadenc dedicat a la cobertura de notícies i debats relacionats amb els còmics.

## Història
Comic Book Resources va ser fundada per Jonah Weiland el 1995 com a desenvolupament del Kingdom Come Message Board, un fòrum de missatges que Weiland va crear per discutir la llavors nova mini-sèrie homònima de DC Comics.
Comic Book Resources inclou columnes escrites per professionals del sector que han inclòs Robert Kirkman, Gail Simone i Mark Millar. Altres columnes són publicades per historiadors i crítics de còmics com George Khoury i Timothy Callahan.
L’abril de 2016, Comic Book Resources es va vendre a Valnet Inc., una companyia coneguda per la seva adquisició i possessió de propietats multimèdia, inclosa Screen Rant. El lloc es va rellançar com a CBR.com el 23 d’agost de 2016 amb els blocs integrats al lloc.
La companyia també ha allotjat un canal de YouTube des del 2008, amb 3,83 milions de subscriptors el 15 d'agost de 2021.

## Comic Book Idol
Comic Book Idol, també conegut com a CBI, és un concurs d’art amateur de còmic creat i organitzat per l'escriptor de còmics J. Torres i patrocinat per Comic Book Resources i els seus anunciants participants. Inspirat en el concurs de cant American Idol, CBI és una competició de cinc setmanes i cinc rondes en què cada concursant té una setmana per dibuixar un guió proporcionat pels jutges convidats. Aquests professionals del còmic convidats comenten el treball dels artistes en cada ronda. Els concursants per passar a les rondes posteriors són seleccionats pels fans que voten en una enquesta setmanal.
- Patrick Scherberger va guanyar CBI1 i des de llavors ha treballat en diversos títols de Marvel Comics com Marvel Adventures : Spider-Man, Marvel Adventures: Hulk i GeNext.[9]
- Jonathan Hickman va quedar subcampió de CBI1 i va continuar treballant per a Virgin Comics (Gamekeeper i Seven Brothers de Guy Ritchie), Image Comics (Pax Romana, A Red Mass for Mars and Transhuman) i Marvel Comics (Fantastic Four, Astonishing Tales, dels que va passar a molts dels principals còmis de l'editorial).[10]
- Carlos Rodríguez va guanyar CBI2 i va continuar treballant a Shadowhawk per a Image i Batman and the Outsiders per a DC Comics.[11]
- Billy Penn també va competir a CBI2 i va continuar treballant a Savage Dragon.[11]
- Joe Infurnari, un altre concursant de CBI2, va passar a un parell de títols d' Oni Press, inclosos Wasteland i Borrowed Time, a més d'un serial de Jersey Gods amb Mark Waid.[11]
- Dan McDaid, escriptor i artista en diversos còmics de Doctor Who per a Panini i IDW i Jersey Gods per Image Comics, així com tires per a DC Comics, va competir a CBI3.[12]
- Nick Pitarra va competir a CBI3 i va continuar treballant per a Marvel Comics en publicacions com Astonishing Tales.[13]
- Charles Paul Wilson III, artista de The Stuff of Legend, va competir a CBI3.[14]

## Recepció
El 2008, la biblioteca de recerca de la Universitat de Buffalo va descriure Comic Book Resources com "la principal pàgina web relacionada amb els còmics".
L'abril de 2013, l'escriptor de còmics Mark Millar va dir que llegia el lloc cada matí després de llegir el Financial Times.

## Premis
- 1999: va guanyar el premi Eagle "Lloc web preferit relacionat amb els còmics (professional)".[1]
- 2000: va guanyar el premi Eagle "Lloc web preferit relacionat amb els còmics (professional)".[1]
- 2001: va guanyar el premi Eagle "Lloc web preferit relacionat amb els còmics (professional)".[17]
- 2004: Nominada al premi Eagle "Lloc web preferit relacionat amb els còmics".[1]
- 2005: Nominada al premi Eagle "Lloc web preferit relacionat amb els còmics".[1]
- 2006: Nominada al Premi Eagel "Lloc web preferit relacionat amb els còmics".[1]
- 2007: Nominada al premi Eagle al "Lloc web preferit relacionat amb els còmics".[1]
- 2008: Nominada al premi Eagle "Lloc web preferit relacionat amb els còmics".[18]
- 2009: va guanyar el premi Eisner "Millor publicació periòdica relacionada amb els còmics".[19]
- 2010: va guanyar el premi Eagle al "Lloc web preferit relacionat amb els còmics".[20]
- 2011: va guanyar el premi Eagle al "Lloc web preferit relacionat amb els còmics".[21]
- 2011: va guanyar el premi Eisner "Millor publicació periòdica relacionada amb els còmics".[22]
- 2013: va guanyar el premi Harvey a la "Millor presentació biogràfica, històrica o periodística" pel seu blog Robot 6.[23]
- 2014: va guanyar el premi Eisner a la "Millor publicació periòdica relacionat amb els còmics".[24]

## Polèmica
El 2014, un article de l'autor convidat Janelle Asselin va criticar la portada de Teen Titans de DC Comics, obtenint assetjament i amenaces personals contra Asselin als fòrums de la comunitat del lloc web. Weiland va emetre un comunicat demanant disculpes per l'incident, condemnant la manera com alguns membres de la comunitat havien reaccionat i va reiniciar els fòrums per establir noves regles bàsiques.